# Lophograpta
Lophograpta là một chi bướm đêm thuộc họ Noctuidae.